# Jámbor Nándor (színművész)
Jámbor Nándor (Fürstenfeldbruck, 1992. november 27. –) magyar színész.

## Életpályája
1992-ben született a bajorországi Fürstenfeldbruckban. Édesapja id. Jámbor Nándor országgyűlési képviselő. Gyermekkorát Orosházán töltötte, ide járt általános iskolába. 2011-ben érettségizett a szentesi Horváth Mihály Gimnáziumban. 2011-2016 között a Kaposvári Egyetem színművész szakos hallgatója volt. 2016-2022 között a szombathelyi Weöres Sándor Színház tagja, ahol egyetemi gyakorlatát is töltötte. 2022-től a Thália Színház tagja.
Az Old Men zenekar énekese.

## Fontosabb színpadi szerepei
- William Shakespeare: Makrancos Kata, avagy a hárpia megzabolázása... Lucentio
- William Shakespeare: Ahogy tetszik... Silvius
- William Shakespeare: Titus Andronicus... Demetrius, Tamora fia
- Carlo Goldoni: Terecske... Zorzetto
- Carlo Goldoni: A főnök meg én meg a főnök... Truffaldino
- Niccolò Machiavelli: Mandragóra... Makkos Kálmán, szoftverfejlesztő mérnök
- Molière: Tartuffe... Damis, Orgon fia
- Anton Pavlovics Csehov: Ivanov... Jegoruska
- Anton Pavlovics Csehov: Három lány... Fedótyik
- Nyikolaj Vasziljevics Gogol: A revizor... Ivan Kuzmics Spekin, szóvivő
- Székely Csaba: Vitéz Mihály... Báthory Zsigmond, Erdély fejedelme; Miklós, Mihály fia
- Presser Gábor – Horváth Péter – Sztevanovity Dusán: A padlás... Herceg, finom lelkű szellem, több mint 500 éves
- Várkonyi Mátyás – Miklós Tibor: Sztárcsinálók... Néró (Claudius fogadott fia)
- Bakonyi Károly – Szirmai Albert – Mohácsi István – Mohácsi János: Mágnás Miska... Baracs István, vasútépítő mérnök
- Georges Feydeau: A hülyéje – Babillon
- Eugène Labiche: Olasz szalmakalap... Bobin
- George Bernard Shaw: Sosem lehet tudni... Philip
- Neil Simon – Cy Coleman – Dorothy Fields: Sweet Charity...  Oscar Lindquist
- Tadeusz Słobodzianek: A mi osztályunk... Jakob Kac (1919-1941)
- Dennis Kelly: DNS... Pali
- David Auburn: Egy bizonyítás körvonalai... Hal
- Oleg és Vlagyimir Presznyakov: Terrorizmus... Férfi
- Szigligeti Ede – Mohácsi István – Mohácsi János: Liliomfi... Feri, örök beugró
- Georges Feydeau: Kis hölgy a Maximból... Valmonté herceg
- Dés László – Geszti Péter – Grecsó Krisztián: A Pál utcai fiúk... Boka
- Voltaire: Candide... szereplő

## Filmográfia
- Georges Feydeau: A hülyéje (színházi előadás tv-felvétele, 2015)
- Veszettek (2015)
- Legyetek szeretettel (2023)
- Hazatalálsz (2024)

## Díjai és kitüntetései
- Holdbeli csónakos-díj (Opel különdíj, 2016)[3]